# 新北市區公車936路線
新北市區公車936路線，由三重客運營運。起點為林口，終點為捷運圓山站。
新北市區公車936A路線由三重客運營運，起點為林口，往程不經長庚醫院、高公局，終點為捷運圓山站，僅單向行駛，返程依照原正線路徑返回。

## 簡介
- 2012年5月24日正式營運，免費搭乘至2012年6月30日。[1][2]
- 2021年10月15日起試辦平日部分班次不經桃園市龜山地區與林口長庚醫院站位。
- 2024年12月23日起936A線往程取消停靠「高公局」站位。[3][4]
- 2025年3月24日起增停「國家大苑社區」站位。[5]
- 2025年4月28日起裁撤「捷運林口站」(北向)暨進駐「林口轉運站」。[6]